# Alain Nasreddine
Alain Nasreddine (né le 10 juillet 1975 à Montréal au Québec) est un joueur professionnel canadien de hockey sur glace.

## Carrière
Nasreddine a commencé sa carrière en jouant pour les Voltigeurs de Drummondville dans la Ligue de hockey junior majeur du Québec en 1991-1992 et deux ans plus tard il est choisi par les Panthers de la Floride au repêchage d'entrée dans la Ligue nationale de hockey en tant que 135e choix (sixième ronde). Il ne jouera pas pour autant dans la LNH avec les Panthers et il continuera dans la LHJMQ en jouant pour les Saguenéens de Chicoutimi.
Par la suite, il rejoindra d'autres ligues mineures comme la Ligue américaine de hockey ou encore la Ligue internationale de hockey avant de faire ses débuts dans la LNH pour la saison 1998-1999. Il n'arrivera pas pour autant à se faire une place dans une franchise de la LNH et changera assez souvent d'équipe (Canadiens de Montréal, Islanders de New York et leurs équipes associées dans la LNH) avant de signer pour les Penguins de Pittsburgh en 2003-2004.
Une nouvelle fois, Alain n'est pas associé à l'équipe de LNH mais il rejoint les Penguins de Wilkes-Barre/Scranton dont il devient le capitaine en alternance avec Kris Beech en 2004-2005. Par la suite, il devient le capitaine principal de l'équipe.
En décembre 2006, il est appelé pour jouer dans l'équipe de la LNH et quinze jours plus tard dans un match dans sa ville natale contre les Canadiens de Montréal, il inscrit son premier but et premier point dans la LNH sur une passe de Sidney Crosby (défaite 6 à 3 pour les Penguins). Avec l'équipe 2006-2007 des Penguins, ils parviennent pour la première fois aux séries éliminatoires depuis 2002 mais ils perdent au premier tour contre les Sénateurs d'Ottawa. Il va jouer quelques matchs de la saison suivante avec les Penguins mais passe le plus clair de son temps dans la Ligue américaine de hockey avec les Penguins de Wilkes-Barre/Scranton. L'équipe va accéder à la finale de la Coupe Calder mais va échouer contre les Wolves de Chicago. En 2008-2009, il rejoint les Nürnberg Ice Tigers du championnat allemand.
Le 20 août 2010, il annonce sa retraite et se joint aux Penguins de Wilkes-Barre/Scranton à titre d'entraîneur adjoint.

## Statistiques
| Saison     | Équipe                            | Ligue      |    | Saison régulière | Saison régulière | Saison régulière | Saison régulière | Saison régulière |   | Séries éliminatoires | Séries éliminatoires | Séries éliminatoires | Séries éliminatoires | Séries éliminatoires |
| Saison     | Équipe                            | Ligue      | PJ | B                | A                | Pts              | Pun              | PJ               | B | A                    | Pts                  | Pun                  |                      |                      |
| 1990-1991  | Montréal-Bourassa                 | LHMAAAQ    | 35 | 10               | 25               | 35               | 50               | -                | - | -                    | -                    | -                    |                      |                      |
| 1991-1992  | Voltigeurs de Drummondville       | LHJMQ      | 61 | 1                | 9                | 10               | 78               | -                | - | -                    | -                    | -                    |                      |                      |
| 1992-1993  | Voltigeurs de Drummondville       | LHJMQ      | 64 | 0                | 14               | 14               | 137              | -                | - | -                    | -                    | -                    |                      |                      |
| 1993-1994  | Saguenéens de Chicoutimi          | LHJMQ      | 60 | 3                | 24               | 27               | 218              | -                | - | -                    | -                    | -                    |                      |                      |
| 1994-1995  | Saguenéens de Chicoutimi          | LHJMQ      | 67 | 8                | 31               | 39               | 342              | 13               | 3 | 5                    | 8                    | 40                   |                      |                      |
| 1995-1996  | Monarchs de la Caroline           | LAH        | 63 | 0                | 5                | 5                | 245              | -                | - | -                    | -                    | -                    |                      |                      |
| 1996-1997  | Ice d'Indianapolis                | LIH        | 49 | 0                | 2                | 2                | 248              | 4                | 1 | 1                    | 2                    | 27                   |                      |                      |
| 1996-1997  | Monarchs de la Caroline           | LAH        | 26 | 0                | 4                | 4                | 109              | -                | - | -                    | -                    | -                    |                      |                      |
| 1997-1998  | Ice d'Indianapolis                | LIH        | 75 | 1                | 12               | 13               | 258              | 5                | 0 | 2                    | 2                    | 12                   |                      |                      |
| 1998-1999  | Pirates de Portland               | LAH        | 7  | 0                | 1                | 1                | 36               | -                | - | -                    | -                    | -                    |                      |                      |
| 1998-1999  | Canadiens de Fredericton          | LAH        | 38 | 0                | 10               | 10               | 108              | 15               | 0 | 3                    | 3                    | 39                   |                      |                      |
| 1998-1999  | Blackhawks de Chicago             | LNH        | 7  | 0                | 0                | 0                | 19               | -                | - | -                    | -                    | -                    |                      |                      |
| 1998-1999  | Canadiens de Montréal             | LNH        | 8  | 0                | 0                | 0                | 33               | -                | - | -                    | -                    | -                    |                      |                      |
| 1999-2000  | Citadelles de Québec              | LAH        | 59 | 1                | 6                | 7                | 178              | -                | - | -                    | -                    | -                    |                      |                      |
| 1999-2000  | Bulldogs de Hamilton              | LAH        | 11 | 0                | 0                | 0                | 12               | 10               | 1 | 1                    | 2                    | 14                   |                      |                      |
| 2000-2001  | Bulldogs de Hamilton              | LAH        | 74 | 4                | 14               | 18               | 164              | -                | - | -                    | -                    | -                    |                      |                      |
| 2001-2002  | Bulldogs de Hamilton              | LAH        | 79 | 7                | 10               | 17               | 154              | 12               | 1 | 3                    | 4                    | 22                   |                      |                      |
| 2002-2003  | Islanders de New York             | LNH        | 3  | 0                | 0                | 0                | 2                | -                | - | -                    | -                    | -                    |                      |                      |
| 2002-2003  | Sound Tigers de Bridgeport        | LAH        | 67 | 3                | 9                | 12               | 114              | 9                | 0 | 0                    | 0                    | 27                   |                      |                      |
| 2003-2004  | Sound Tigers de Bridgeport        | LAH        | 53 | 1                | 6                | 7                | 70               | -                | - | -                    | -                    | -                    |                      |                      |
| 2003-2004  | Penguins de Wilkes-Barre/Scranton | LAH        | 17 | 1                | 1                | 2                | 16               | 24               | 1 | 0                    | 1                    | 4                    |                      |                      |
| 2004-2005  | Penguins de Wilkes-Barre/Scranton | LAH        | 75 | 3                | 14               | 17               | 129              | 11               | 0 | 1                    | 1                    | 18                   |                      |                      |
| 2005-2006  | Penguins de Wilkes-Barre/Scranton | LAH        | 71 | 0                | 12               | 12               | 71               | -                | - | -                    | -                    | -                    |                      |                      |
| 2005-2006  | Penguins de Pittsburgh            | LNH        | 6  | 0                | 0                | 0                | 8                | -                | - | -                    | -                    | -                    |                      |                      |
| 2006-2007  | Penguins de Pittsburgh            | LNH        | 44 | 1                | 4                | 5                | 18               | -                | - | -                    | -                    | -                    |                      |                      |
| 2007-2008  | Penguins de Pittsburgh            | LNH        | 6  | 0                | 0                | 0                | 4                | -                | - | -                    | -                    | -                    |                      |                      |
| 2007-2008  | Penguins de Wilkes-Barre/Scranton | LAH        | 67 | 6                | 10               | 16               | 61               | 10               | 2 | 2                    | 4                    | 8                    |                      |                      |
| 2008-2009  | Nürnberg Ice Tigers               | DEL        | 38 | 2                | 8                | 10               | 64               | 4                | 0 | 1                    | 1                    | 16                   |                      |                      |
| 2009-2010  | Nürnberg Ice Tigers               | DEL        | 55 | 1                | 9                | 10               | 82               | 5                | 0 | 4                    | 4                    | 8                    |                      |                      |
| Totaux LNH | Totaux LNH                        | Totaux LNH | 74 | 1                | 4                | 5                | 84               | -                | - | -                    | -                    | -                    |                      |                      |

## Équipes d'étoiles et Trophées
- 1998 : nommé dans la deuxième équipe d'étoiles de la Ligue de hockey junior majeur du Québec (LHJMQ).

## Transactions en carrière
- 18 décembre 1996 : échangé aux Blackhawks de Chicago par les Panthers de la Floride pour Ivan Droppa.
- 16 novembre 1998 : échangé aux Canadiens de Montréal par les Blackhawks de Chicago avec Jeff Hackett, Eric Weinrich et le choix de 4e tour du Lightning de Tampa Bay (précédemment acquis, Montréal sélectionne Chris Dyment) au Repêchage de 1999 de la LNH pour Brad Brown, Dave Manson et Jocelyn Thibault.
- 9 mars 2000 : échangé aux Oilers d'Edmonton par les Canadiens de Montréal avec Igor Oulanov pour Matthieu Descoteaux et Christian Laflamme.
- 6 septembre 2002 : signe un contrat comme agent libre avec les Islanders de New York.
- 8 mars 2004 : échangé aux Penguins de Pittsburgh par les Islanders de New York pour Steve Webb.

## Parenté dans le sport
- Frère du joueur Samy Nasreddine.